# Момчило Поповић
Момчило Поповић (Залужница, код Оточац, 27. октобар 1919 — Бон , 11. децембар 1962) био је учесник Народноослободилачке борбе и народни херој Југославије.

## Биографија
Рођен је 27. октобра 1919. у селу Залужници, код Оточца. Потицао је из сиромашне сељачке породице, а због немаштине, завршио је само три разреда основне школе. Године 1932. напустио је родну кућу и почео да ради као слуга код имућнијих сељака у Врховинама и Бабином Потоку.
У Београд је дошао 1937. и запослио се као обалски радник. Као млади радник упознао се са радничким покретом. Априлски рат и окупација Југославије 1941. затекли су га у Београду.  Од првих дана устанка помагао је Народноослободилачки покрет (НОП), а марта 1943. напустио је окупирани Београд и отишао у Народноослободилачки војску (НОВЈ).
По доласку у партизане ступио је у Рудничку чету Шумадијског партизанског одреда. После свега пар дана, у борби је запленио тешки митраљез и постао митраљезац. Октобра 1943. његова чета укуљчена је у састав новоформиране Прве шумадијске бригаде. У децембру исте године истако се у Пријепољској бици. У тренутку кад је бригада била изненађена и делом опкољена, сачувао је присебност и са прозора првог спрата болничке зграде, у којој су били опкољени, тукао Немце. Касније у току ове борбе, налазио се у саставу јуришне групе и био тешко рањен.
Фебруара 1944. његова бригада је укључена у састав Треће српске пролетерске ударне бригаде. Заједно са овом бригадом, која се налазила у саставу Друге пролетерске дивизије, борио се до краја рата. Посебно се истакао у борбама код села Кушичи, априла 1944; у борбама код села Дренек, на Ибру, августа 1944. и у борбама код Краљева, новембра 1944. године.
Током рата завршио је Официрски курс, а у Народноослободилачкој војсци Југославије налазио се на позицијама десетара, командира вода, заменика командира и командира чете. По завршетку Другог светског рата, маја 1945. демобилисан је у чину поручника Југословенске армије (ЈА).
Након демобилизације, радио је најпре у Министарству пољопривреде и шумарства, а затим у Министарству иностарних послова. Од 1955. до 1958. био је службеник у југословенској амбасади у Софији. Јуна 1961. постављен је за домара зграде представништва ФНР Југославије у Бад Годесбергу, код Бона, који је тада био главни град Западне Немачке.
Прилком напада усташке емигрантске терористичке организације на југословенско представништво на Дан Републике, 29. новембра 1962. тешко је рањен на улазу у зграду, приликом покушаја да спречи терористе да уђу. Истом приликом лакше је рањен службеник Винко Довган. Био је пребачен на Универзитетску хируршку клинку у Бону, где је после тринаест дана борбе за његов живот и више хируршких захвата, преминуо 11. децембра 1962. године. Сахрањен је 15. децембра у Алеји народних хероја на Новом гробљу у Београду.
Указом председника Републике Јосипа Броза Тита, за учешће у Народноослободилачком рату и овај подвиг, посмртно је одликован Орденом народног хероја, 15. децембра 1962. године.